# Захарово (Износковский район)
Захарово — деревня в Износковском районе Калужской области Российской Федерации.Входит в состав муниципального образования Сельское поселение «Деревня Ивановское».

## Население
| 2002 | 2010 |
| ---- | ---- |
| 15   | ↘4   |

## История
В XVIII—XIX веках деревня Захарово находилась в составе Юхновского уезда Смоленской губернии и стояла на Гжатской торговой дороге.
1859: Захарово (Захарова) — казённая деревня при колодцах, относилась к 1-му стану Юхновского уезда. В деревне 138 жителей.

### Великая Отечественная война
3 февраля 1942 года в Захарово началось контрнаступление немцев в ходе Ржевско-Вяземской операции.